# Z kraju i ze świata
Z kraju i ze świata – południowy magazyn informacyjny Pierwszego Programu Polskiego Radia emitowany w dni powszednie od 12:00 do 13:00 do 2016 roku. Zawierał pierwsze podsumowanie informacji dnia z kraju i ze świata.
Audycję prowadzili między innymi Zuzanna Dąbrowska, Kamila Terpiał-Szubartowicz i Przemysław Szubartowicz.
Sygnał audycji był podobny do tego jaki jest używany w wieczornym magazynie informacyjnym Polska i świat.
Na początku 2016 r. nazwa audycji została zmieniona na "W samo południe". Pod tą nazwą audycja nadawana jest do dziś w podobnej formule (jedyną różnicę stanowi kolejność niektórych elementów programu, np. informacji sportowych).